# Leucism

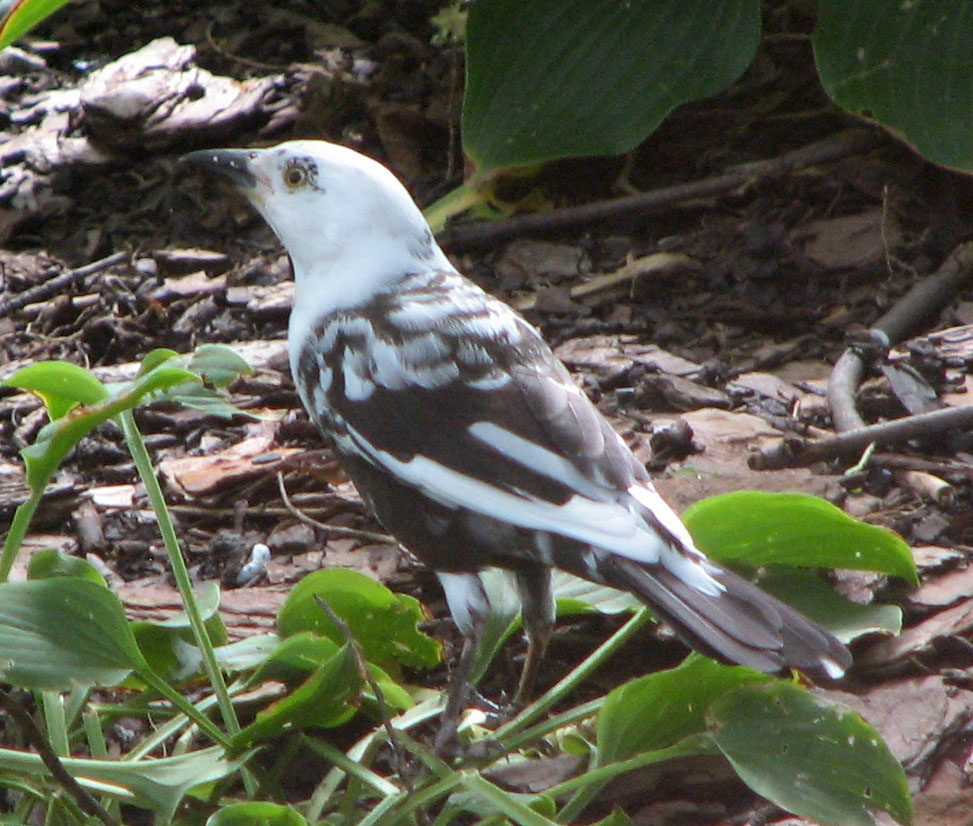
Partiellt leucistisk mindre båtstjärt.

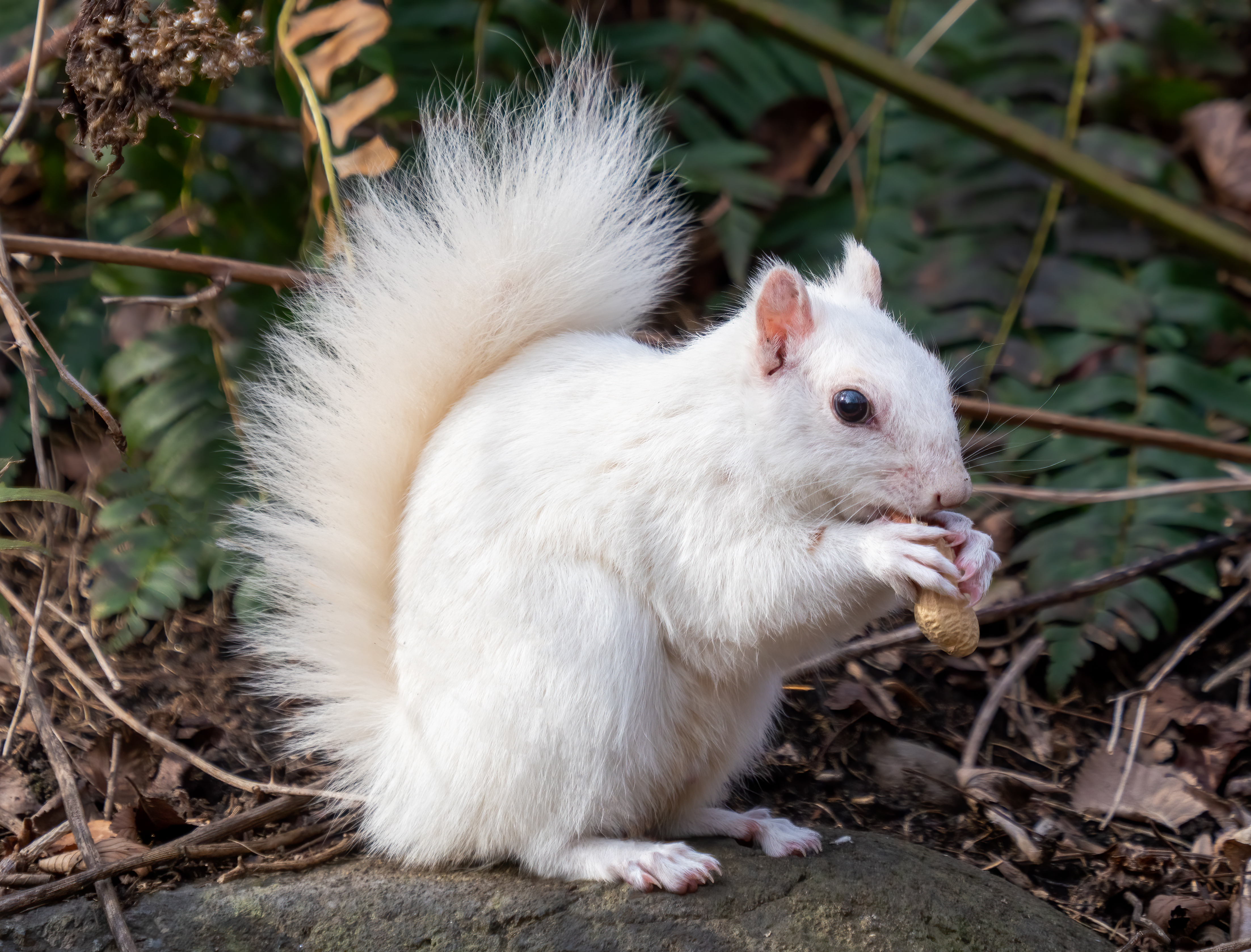
Leucistisk grå ekorre.

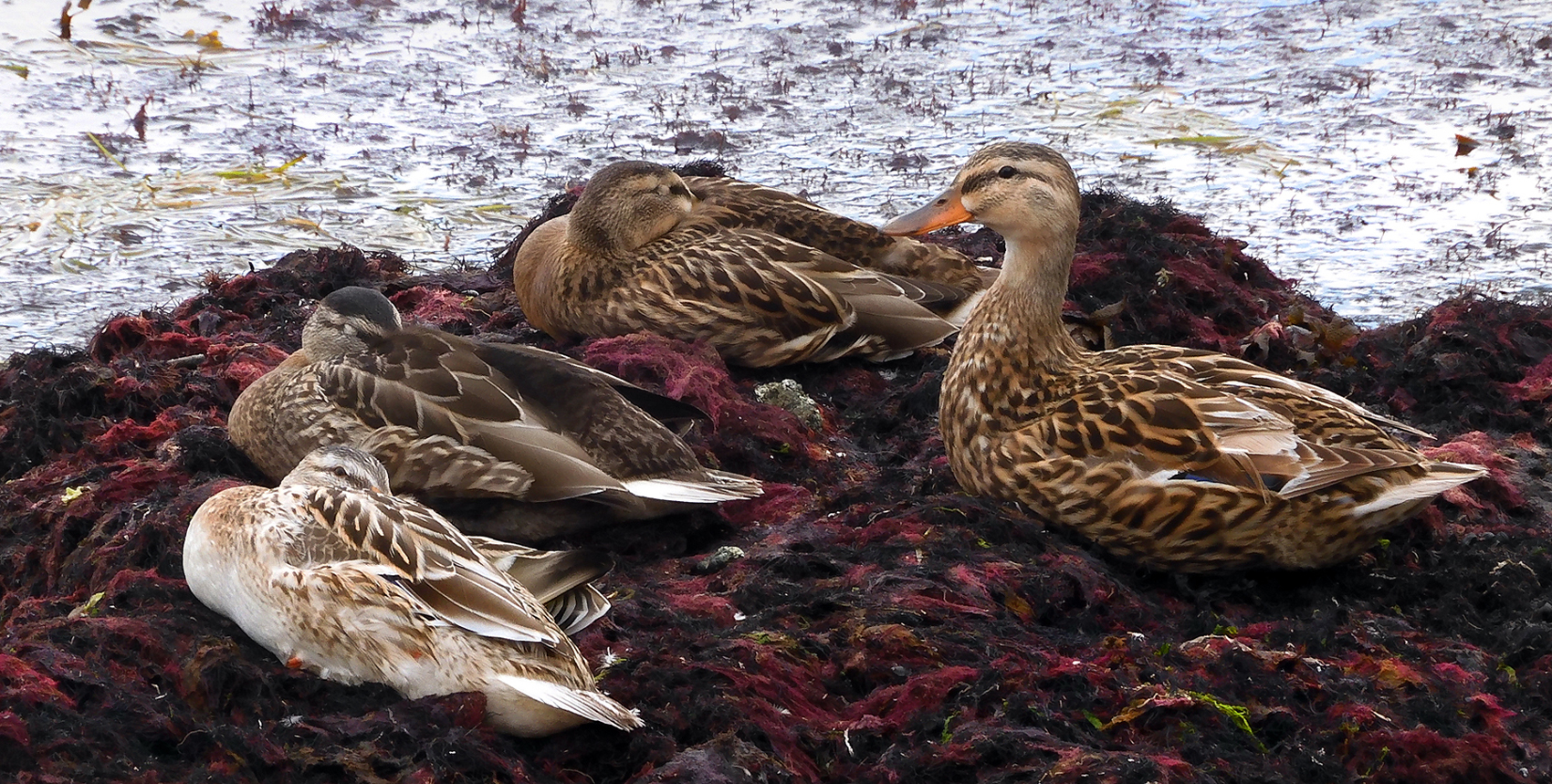
En ung gräsandshona med leucism, vilket gör den påtagligt ljus.

Leucism (av klassisk grekiska λευκός, ”vit”) är ett medfött tillstånd hos djur vilket resulterar i reducerat pigment. Leucism definieras som partiell eller fullständig brist på eumelanin eller feomelanin i skinn, päls eller fjädrar vilket kan medföra att djuret antingen blir ljusare, delvis vitt eller helvitt.

## Definition
Leucism, albinism och flera andra typer av pigmentfel blandas ofta ihop eftersom resultatet kan vara liknande. Men i exemplet med albinistiska djur så producerar ett leucistiskt djur melanin, och uppvisar i stället en störning i den process som lagrar pigmentet i skinn, päls, fjädrar, näbb, fötter eller mjukdelar.  
Till skillnad från albinistiska djur så har de flesta leucistiska djur inte röda eller blå ögon, vilket ett albinistiskt djur alltid har. Leucism påverkar inte heller djurets förmåga att se – djuret blir inte ljuskänsligt – vilket är en av effekterna vid albinism.
Däggdjur, fåglar, ödlor och vissa fiskar kan fortfarande färgas av andra pigment, som exempelvis karotenoider vilket ger djuret gula och röda färger.
Leucism kan också, till skillnad från albinism, vara partiell eller bara lokal vilket kan resultera i oregelbundna stråk av vitt på ett djur som i övrigt är normalfärgat. En leucistisk fågel kan exempelvis antingen ha färglös eller normalfärgad näbb och ben.
Hos fåglar är leucism ovanligt medan färgavvikelserna brun och gradvis grånande är vanligast.
I viss engelskspråkig litteratur används begreppet "leucism" som samlingsnamn för alla former av färgfel som innebär en ljusare dräkt, men detta är inte utbrett i en svensk kontext.

## Exempel i Sverige
I delar av Sverige har leucistiska älgar rapporterats sedan tidigt 1900-tal. De är vanligast i Värmland.